# Polyscias waimeae
Espèce
Statut de conservation UICN

 EN B1ab(iii)+2ab(iii) : En danger
Polyscias waimeae est une espèce de plantes à fleurs de la famille des Araliaceae endémique de l'île Kauaʻi à Hawaï.

## Habitat
Cette espèce pousse dans la forêt tropicale humide. Elle est présente entre 640 et 1 220 m d'altitude.